# Districtul Bačka de Nord
Districtul Bačka de Nord (în sârbă Севернобачки округ, în maghiară Észak-bácskai körzet) este o unitate administrativă de gradul I, situată în partea de nord a Serbiei. Reședința sa este orașul Subotica. Cuprinde 3 comune care la rândul lor sunt alcătuite din localități (orașe și sate).

## Note

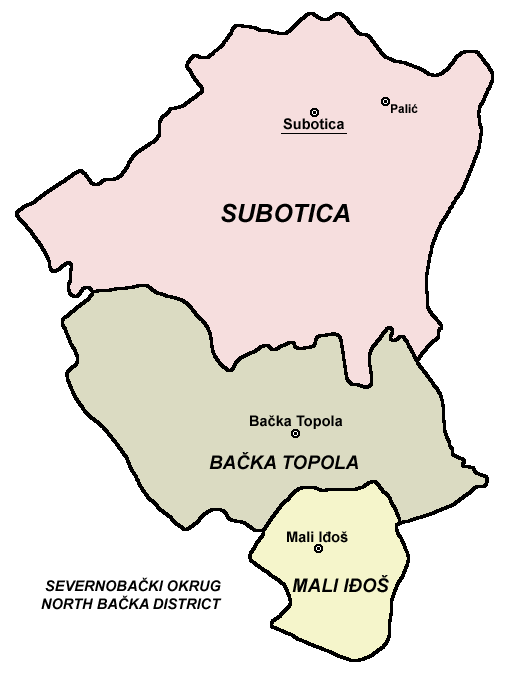
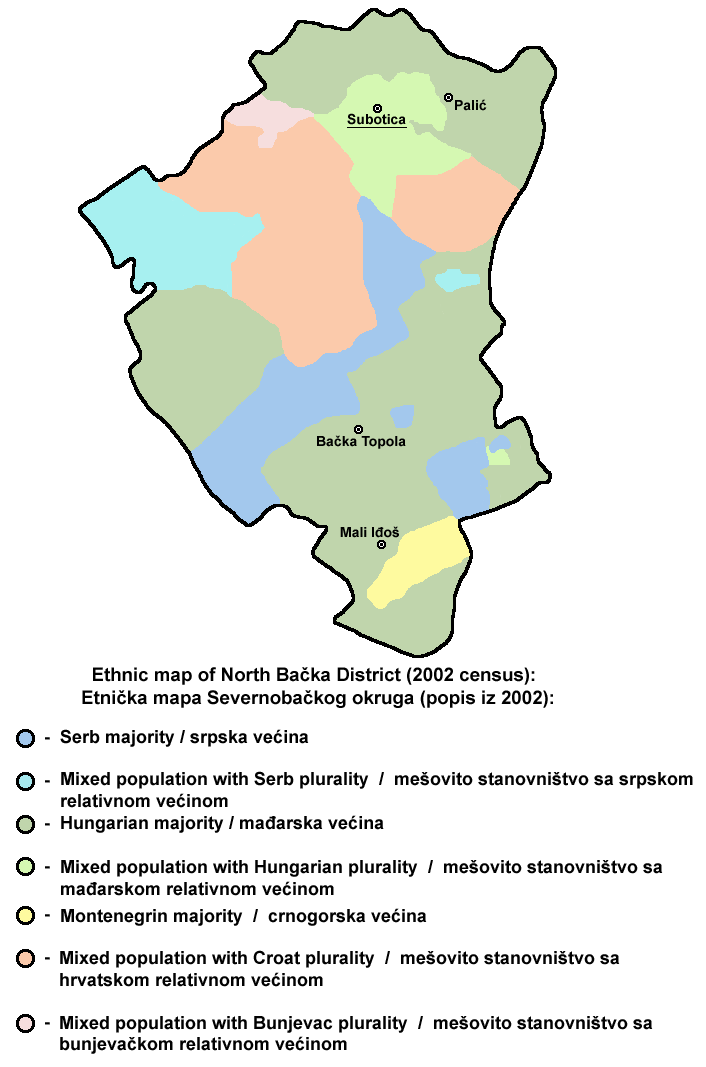

## Comune
- Subotica
- Bačka Topola
- Mali Iđoš